# Wappen der Stadt Schmölln
Das Wappen der Stadt Schmölln ist neben Flagge und Dienstsiegel ein Hoheitszeichen der vogtländischen Stadt Schmölln im thüringischen Landkreis Altenburger Land.

## Blasonierung
Die Blasonierung lautet wie folgt:

„In Blau unter einem mit Fialen und Krabben verzierten goldenen gotischen Baldachin thronend die goldgekrönte Maria in rotem Gewand und blauem Mantel mit dem nackten Jesusknaben auf dem Schoß; darunter ein Topfhelm, besteckt mit grünen Pfauenfedern, vorn glatt, hinten gespiegelt.“

Die Blasonierung, die in der Hauptsatzung der Stadt angegeben ist, lautet wie folgt:

„Das Stadtwappen zeigt die Jungfrau Maria mit dem Jesusknaben in einem gotischen Torbogen sitzend sowie darunter einen Helm mit Pfauenfedern.“

## Geschichte und Begründung

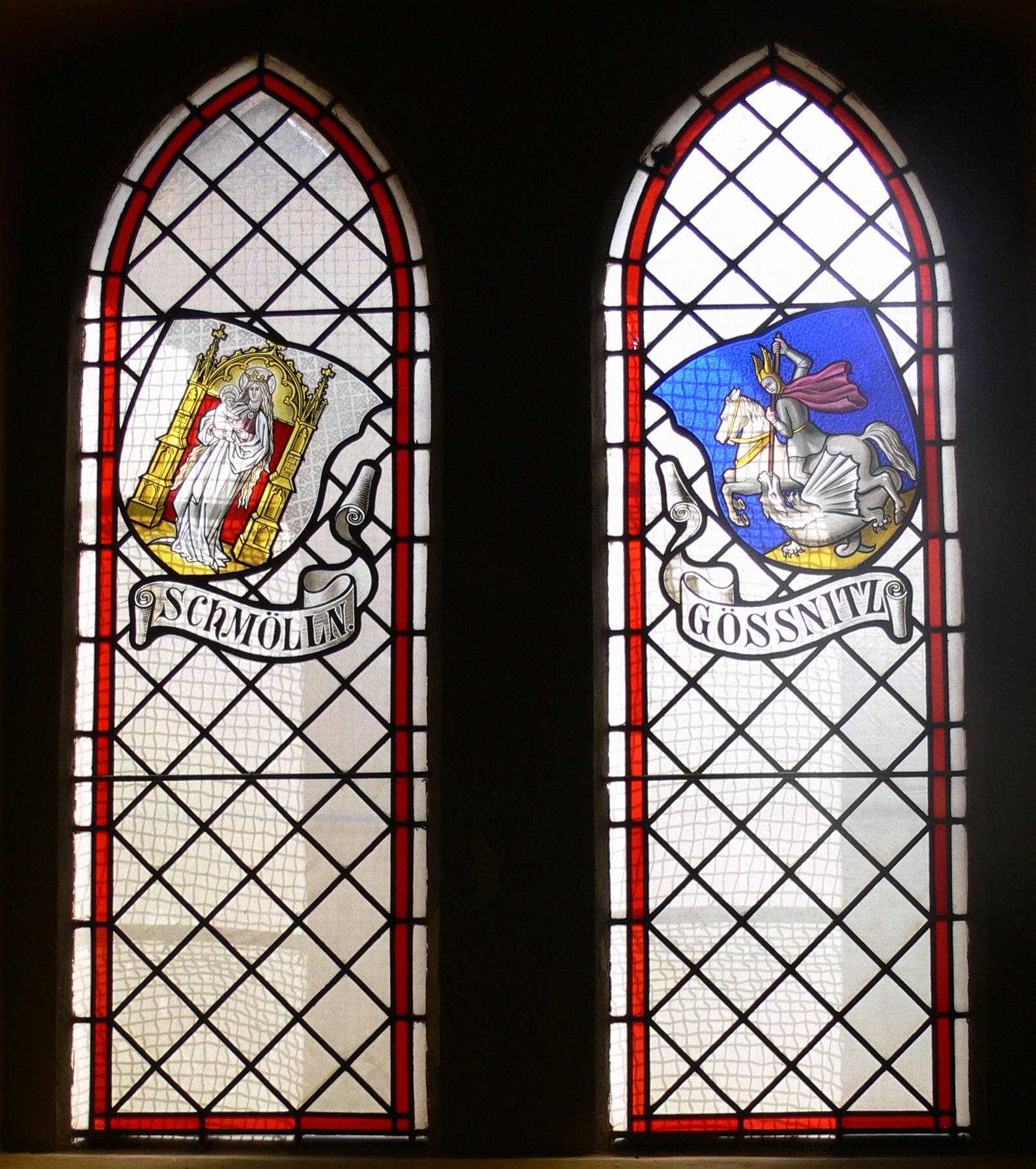
Wappen Schmöllns in der Kirche in Eisenberg

Das älteste Stadtsiegel mit einer vergleichbaren Darstellung stammt aus dem Jahr 1396. Es trägt die Umschrift SIGILLVM CIVIVM IN SMOLN. Das Stadtrecht erhielt die Stadt Schmölln 1484 durch die Vögte von Weida, Gera und Plauen, aus denen das spätere Haus Reuß hervorging. An die Reußen, die Schmölln einst beherrschten, erinnert im Wappen Schmöllns der mit Pfauenfedern besteckte Helm, wie er auch im Familienwappen derselben vorkommt.
Die Jungfrau Maria mit dem Jesuskind, die in der Mitte des Schildes dargestellt ist, weist auf die Schutzheilige der älteste Kirche der Stadt, der Kirche „Unserer lieben Frauen auf dem Berge“, hin. Genauer ist ein „wundertätiges Abbild“ der im Bauernkrieg zerstörten Kirche gemeint.

## Flagge und Dienstsiegel
Die Flagge der Stadt ist in den Farben Blau-Gelb-Rot gehalten.
Das Dienstsiegel zeigt das Stadtwappen in unten abgerundetem Schild mit der Umschrift „Thüringen Stadt Schmölln“.

## Belege
1. ↑  Wappenbeschreibung Schmölln, Stadtverwaltung Schmölln, 1993
2. ↑  Satzungen. [Satzung zum herunterladen]. Abgerufen am 30. September 2023.
3. ↑  Thüringer Naturbrief - Wappen der Thüringer Landkreise, Städte und Gemeinden - Schmölln. Abgerufen am 30. September 2023.
4. 1 2  Stadtverwaltung Schmölln: Willkommen in Schmölln / Thüringen: Stadtgeschichte. Abgerufen am 30. September 2023.
5. 1 2  Schmölln - Thüringen. Abgerufen am 30. September 2023.
6. ↑  §2 (2) Hauptsatzung
7. ↑  §2 (3) Hauptsatzung